# Boy’s Next Door
Boy’s Next Door (jap. 少年残像, Shōnen Zanzō) ist ein Manga der japanischen Zeichnerin Kaori Yuki. Da die Hauptgeschichte die Liebe zweier Männer thematisiert, lässt sie sich dem Genre Boys Love zuordnen. Neben der titelgebenden Kurzgeschichte werden noch zwei weitere Liebesgeschichten mit den Titeln Devil Inside und When a Heart beats in dem Band zusammengefasst. Die letzte Geschichte war die erste Veröffentlichung der später mit der Serie Angel Sanctuary und weiteren sehr erfolgreichen Kaori Yuki.

## Handlung

### Boy’s Next Door
Der Grundschullehrer Adrian Clay kennt seinen Vater nicht, da seine Mutter von einem Fremden auf einem Rummelplatz vergewaltigt wurde. Das erfährt er bereits in seiner Kindheit, und nachdem seine Mutter ihn auf einem Rummel ausgesetzt hatte, sah er wie seine Mutter, eine Prostituierte, von einem Freier niedergestochen wurde. Nachdem der Freier geflüchtet ist, verspricht sie ihm ihn wieder auf einen Jahrmarkt mitzunehmen wenn er einen Krankenwagen verständigt. Als er erkennt, dass sie ihn wieder aussetzen wird, tötet der kleine Junge seine Mutter. Traumatisiert wird er zu einem Serienmörder, der junge Stricher umbringt, weil er sie für unrein hält. Nach einem der Morde trifft er auf den jungen Lawrence Hill, der in einem Jungenbordell arbeitet. Dieser durchschaut Adrians finsteres Geheimnis und behält einen Anhänger als Beweisstück bei sich, um Adrian an ihn zu binden. Mit seiner Hilfe will Lawrence aus dem Bordell fliehen, in das er gezwungen wurde und das von seinem Bruder betrieben wird. Die beiden verlieben sich ineinander, doch bald spüren die Handlanger von Lawrence Bruder ihn auf. Nachdem Lawrence zusammengeschlagen und unter Drogen gesetzt wurde, richtet er eine Waffe gegen Adrian, damit dieser ihn tötet und er nicht mehr leiden muss. Adrian ersticht ihn und wird von der Polizei gefasst. Vom Gericht wird er in eine Anstalt eingewiesen. Er kann Lawrence nicht vergessen und folgt ihm schließlich in den Tod, um für immer bei ihm zu sein.

### Devil Inside
Der Schüler Rick Randool ist ungeschickt im Sport, schüchtern und wird von anderen Mitschülern bedroht. Ganz anders sein bester Freund Ralf. Zu seinem 16. Geburtstag erfährt Rick, dass er der Nachfahre eines Vampirs ist und ab diesem Tag ebenso einer. Seine Mutter will ihn einsperren, doch Ralf hilft ihm, verschwindet aber daraufhin. Bald darauf werden Ricks Mitschüler getötet und ihr Blut ausgesaugt und Rick befürchtet, das auch Ralf angetan zu haben. Das Mädchen Rusty, das sich in Rick verliebt hat, lädt ihn zu sich nach Hause ein. Doch ihr Vater ist Priester und erkennt Ricks Geheimnis, da er auch seinen Großvater schon kannte und tötete, und vertreibt ihn. Als sie sich wiedertreffen und Rusty von Ricks Geheimnis erfährt, will sie ihm helfen. Sie erfahren, dass Ricks Großvater seine vampirischen Gelüste 46 Jahre lang unterdrücken konnte. Als Rustys Vater sie findet, wird er von Ralf umgebracht. Dieser ist ebenso ein Vampir, da er Ricks Cousin ist, und hat all die Morde begangen. Als er nun auch Rusty töten will, tötet Rick ihn. Von da an will Rick den Vampir in ihm unterdrücken wie es sein Großvater getan hat.

### When a Heart beats
Die junge Frau Doris Redford will bald ihren Geliebten, den wohlhabenden Ray, heiraten. Als sie von dessen, ihr ungeliebten noch-Ehefrau besucht wird, fällt diese tot um. Der ihr unbekannte Musiker Ted hilft ihr, die Leiche zu beseitigen, doch nun wird Doris erpresst. Sollte sie nicht 20.000 Dollar bezahlen, will der Anrufer der Polizei erzählen, sie hätte die Frau ihres zukünftigen Mannes getötet. Nun versucht sie das Geld aufzutreiben und Ted will ihr dabei helfen. Sie geraten in allerlei Schwierigkeiten und Ted erfährt, dass Doris das Mädchen ist, das seinetwegen von einem Auto überfahren wurde, als er zehn Jahre alt war. Wegen der Schuldgefühle wurde er seitdem von seinem Bruder kontrolliert, doch weiß er nun, dass sie doch überlebt hat. Schließlich kommt heraus, dass Ray der Bruder von Ted ist und alles inszeniert hat, um das Geld seiner reichen Frau zu erben und die Schuld auf seine Geliebte zu schieben. Doch hat Ted die Frau nicht wirklich vergiftet und wollte Doris retten. Als Ray zur Rede gestellt wird, stürzt er vom Balkon. Doris und Ted können sich versöhnen und einander ihre Liebe gestehen.

## Veröffentlichungen
Boy’s Next Door (少年残像 -Boy's next door-, dt. „Nachbild eines Jungen: Der Junge nebenan“), das mit 98 Seiten den Hauptteil des Kurzgeschichtenbandes einnimmt, entstand 1997, während Devil Inside (デビル・インサイド, Debiru Insaido; 1988) und When a Heart beats (1987) deutlich älter sind. Das Taschenbuch erschien in Japan 1998 beim Hakusensha-Verlag unter dem Label Hana to Yume Comics.
Auf Deutsch ist Boy’s Next Door im Dezember 2003 bei Carlsen Comics in einer Übersetzung von Dorothea Überall erschienen. Außerdem wurde der Band ins Französische, Italienische und Russische übersetzt.

## Rezeption
Die Zeitschrift Animania schreibt von einer bitteren Nachdenklichkeit, die nach dem Lesen der Hauptgeschichte des Bandes zurückbleibe. Der Gegensatz von Brutalität und Zärtlichkeit ziehe sich durch die gesamte Handlung, die ein tiefgründig-blutiges Psychogramm des Protagonisten zeichnet. Die beiden anderen Geschichten seien jedoch leichtere Kost, wobei wegen des Altersunterschieds auch deutliche zeichnerische Unterschiede zu erkennen seien. Boy’s Next Door wirke sympathischer und ausgereifter gezeichnet als die älteren Werke. Alle Geschichten sind vom amerikanischen Horror-Film beeinflusst.